# Хыргыс
Хыргыс (тубинский род, хак. сӧӧк Хырғыс) — правящий дом в Хонгорае, который стоял у власти до присоединения Хакасии к России.

## История
С 1 века до н.э. кыргызские (хакасские) государство управлялись аристократическим родом Хыргыс, по имени которого российские власти называли его "Киргизской землей".
Сеок Хыргыс является древним родом Саяно-Алтая, который произошёл от смешения разнородного разноплемённого населения государства Динлин, существовавшего на территории Саяно-Алтая, и переселившихся в Саяно-Алтайское нагорье родов и племён, именовавшихся Гянгунь, с территории северо-западной Монголии, обитавших возле озера Хяргас-нуур в период гунского великодержавия на территории Центральной Азии.
В процессе смешения родов Гянгуней и родов Динлинов они образовали владение Харгяс, подчинённое гуннам, в котором доминирующим и консолидирующим родом стал род Хыргыс.
Гунны назначали наместников для управления данной территорией, одним из которых был Ли Лин (внук ханьского летучего генерала Ли Гуана), известный генерал династии Хань, служивший императору У-Ди, который после поражения в сражениях с гуннами был пленён и, женившись на дочери правителя гуннов шаньюя Модэ, стал служить у гуннов. По этой причине представители рода Хыргыс спустя несколько сот лет в период династии Тан считали своим предком Ли Лина, о чём свидетельствует хроника династии Тан «Цзю Тан Шу».
После государство Харгяс, где правил сеок Хыргыс подподала под влияние жужаней, Тюркского каганата, Уйгурского каганата.
После разгрома Уйгруского каганата, было образовано самостоятельное государство Харгяс (именуемый так же Кыргызким каганатом).
В связи с тем, что род Хыргыс являлся правящим родом в государстве Харгяс, то по этой причине в различных исторических источниках того времени, прежде всего китайских, монгольских и арабских, государство, где правил этот род, именуется государством кыргызов, кыргызским каганатом.
В 1207 году представители родов и племён Саяно-Алтая, которые образовывали государство Харгяс (где правящим являлся сеок(род) Хыргыс), в результате похода сына Чингисхана Джучи признали власть монгольского хана и добровольно вошли в состав Монгольской империи.
После распада Монгольской империи входили в состав Империи Юань, позднее — государства Северная Юань, после распада этих государств местные роды и племена образовали государственные образования, объединённые в конфедерацию, которое именовалось Хонгорай (Хоорай), являвшееся зависимым от ойратского и монгольских ханств, где по-прежнему доминирующее положение занимали представители рода Хыргыс.
Позднее, начиная с 17 века, при освоении Сибири русскими казаками государственные образования на территории Южной Сибири, где правил род Хыргыс, имевшее название Хонгорай, в русских источниках того времени именовалась Киргизской земелицей.
1703 год стал трагическим - из Хонгорая джунгары угнали около трех тысяч местных жителей. Среди захваченных оказалось особенно много князей из числа династии Хыргыс. Оставшиеся в Джунгарии представители сеока в 1761 году, после того как джунгары потерпели поражение от династии Цин, были депортированы цинскими чиновниками вместе с частью олетов в долину реки Нэньцзян (Нонни) на северо-востоке Китая, территория современного уезда Фуюй городского округа Цицикар провинции Хэйлунцзян. Где стали известны как Фуюйские кыргызы.
Оставшиеся же на территории Хакасско-Минусинской котловины представители сеока Хыргыс с другими сеоками, прожившими на указанной территории, добровольно приняли в 1707 году российское подданство.
После добровольного вхождения в состав России и окончательного закрепления Хакасско-Минусинской котловины в 1727 году за Россией представители сеока продолжали играть важную роль на этой территории. Многие представители этого рода назначались башлыками, руководили степными думами и инородными управами, входили в число наиболее зажиточных скотоводов (баев).
После образования Степных дум, а позже Инородных управ представители сеока Хыргыс принимали активное участие в их формировании и деятельности.
Сеок Хыргыс входил состав административных родов:
- Сагайский административный род Сагайской степной Думы;
- Тубинский административный род  Койбальской степной Думы, который полностью состоял из сеока Хыргыс (Позднее вошедшей в Качинскую степную думу);
- Малоачинский административный род Кызыльской Степной Думы;
- Малоигинскй административный род Кызыльской Степной Думы;
- Курчиковский административный род Кызыльской Степной Думы;
- Шуйский административный род Кызыльской Степной Думы;
- Камларский административный род Кызыльской Степной Думы.

## Правители Хонгорая
- Номчи
- Ишей Номчиев
- Иренек

## Подразделения
Сеок (род) Хыргыс имеет следующие подразделения:
- Ах Хыргыс (26 различных фамилий)
- Хара Хыргыс (Огуржины)
- Кок Хыргыс (Чабыновы, Сарлины, Чарковы, часть Бочегуровых)
- Хасха Хыргыс (Бакановы)
- Сарыг Хыргыс (часть Созыевых)
- Малчан Хыргыс (часть Чарковых)
- Туба Хыргыс (часть Бочегуровых, часть Чарковых)
- Ойрат Хыргыс (Баиновы, Картины)
- Чода Хыргыс (часть Аешиных)
- Хырым Хыргыс (часть Аешиных)
- Партан Хыргыс (Аткнины)
- Талчан Хыргыс (Нонахтаевы)
- Чарба Хыргыс (часть Аешиных)
- Алгай Хыргыс (Аршановы)
- Том Хыргыс (часть Созыевых)
- Пилтир Хыргыс (Рудаковы)

## Состав
В сеок (род) Хыргыс входят следующие фамилии:
- Аешин
- Айкитанов
- Арчелков
- Арчилбаев
- Аршанов
- Арыштаев
- Аткнин
- Баинов
- Барашев
- Батанаков
- Божендаев
- Дамов
- Идегечев
- Итигечев
- Имегешев
- Инкижеков
- Итыгин
- Калягин
- Картин
- Килижеков (часть)
- Киштеев
- Кобыжаков
- Колешев
- Кондеев
- Конкеров
- Котняков
- Курагин
- Кыжынаев
- Марьясов
- Мунгин
- Нонахтаев
- Огуржин
- Откуянов
- Рудаков
- Саламачев, Саломачев, Соломачев (часть)
- Самков
- Сарлин
- Созыев
- Соржин
- Тайданов ( часть)
- Тайшин
- Телеев
- Тогунаев
- Тусмин
- Ульчугачев (часть)
- Чабынов
- Чарков (часть)
- Чеменев
- Чертыков (часть)
- Шахарбаев
- Шляхтин
- Шоев (часть)

и др.

## Известные представители
- Итыгин, Георгий Игнатьевич
- Карачакова-Картина, Ирина Николаевна

## См.также
- Хасха
- Соххы
- Бурут
- Ызыр